# François Lars
 (mars 2020).
François Lars est un international français de rink hockey né le 5 juillet 1983 évoluant au poste de joueur.

## Carrière
Après avoir participé aux championnats d'Europe et du monde au sein de l'équipe de France des moins de 17 ans en 1999, il est de nouveau sélectionné chez les moins de 20 ans pour les championnats d'Europe de 2000. En 2001, il est sélectionné pour la 40e édition du championnat d'Europe qui se déroule pour la première fois à Quévert. Il est sélectionné en compagnie de Vincent Reboux de Ploufragan et de Sébastien Doro de Créhen. 
Il participera en 2003 à la coupe Latine durant laquelle il marque un unique but. Il ne sera par la suite plus appelé en sélection nationale. 
En club, il intègre l'équipe de Loudéac en 2006 en compagnie d'Aurélien Balusson dans l'objectif de permettre à l'équipe d'accéder à la Nationale 2. Il est un joueur défensif dont les qualités sont reconnues par le sélectionneur national.

## Palmarès
- Coupe latine : 4e place (2003)